# Kultainsaari (ö i Viitasaari, Kiminkijärvi)
Kultainsaari är en ö i Finland. Den ligger i sjön Kiminkijärvi och i kommunen Viitasaari i den ekonomiska regionen  Saarijärvi-Viitasaari och landskapet Mellersta Finland, i den centrala delen av landet, 300 km norr om huvudstaden Helsingfors. Öns största längd är 40 meter i sydöst-nordvästlig riktning.